# Sloteko
Sloteko (erwähnt 1305 bis 1318) war Capellanus und Protonotarius und  im Markgrafentum Brandenburg und Propst von Demmin.

## Leben
Sloteko wurde von 1305 bis 1311 als notarius (Schreiber) am markgräflichen Hof bezeichnet, seit diesem Jahr als protonotarius (erster Schreiber). In einer Urkunde aus dem Jahr 1312 wird er auch als cancellarius (=Kanzler) bezeichnet. Dass Sloteko jedoch tatsächlich Kanzler war, ist nach neuerer Forschung jedoch überzeugend widerlegt. Im Rahmen eines Rechtsstreits zwischen Markward Bischof von Ratzeburg und Markgraf Waldemar von Brandenburg um Herrschaftsrechte wurde die besagte Urkunde möglicherweise für eine angeblich schlüssige Beweisführung gefälscht. Denn in dieser Zeit war Sleteko capellanus (=Hofgeistlicher) und Protonotarius (=oberster Hofschreiber). Die Position eines Kanzlers hat es am askanischen Hof nach unbestrittener allgemein herrschender Ansicht nicht gegeben. In der Tat wäre Sloteko nach dieser gefälschten Urkunde von 1312 der einzige bekannte Kanzler gewesen, was auch nach alter Ansicht als außergewöhnliche Ausnahme gesehen wurde.  1313 wurde Sloteko erstmals als Propst in Demmin erwähnt, das damals zur Markgrafschaft Brandenburg gehörte. 1315 wurde er Truchsess. Auf Wunsch von Markgraf Waldemar mussten er und seine Brüder 1317 den Ort Werder an der Havel an das Kloster Lehnin übergeben.